# Дубівка (Каховський район)
Дубі́вка — село в Україні, у Костянтинівській сільській громаді Каховського району Херсонської області. Населення становить 795 осіб. 
ВАТ « Славутич». ПП «Елена». Підрозділ Фрідом Фарм Інтерненшл. Три артезіанські свердловини. Загальноосвітня школа. Фельдшерський пункт (без постійних медпрацівників). Дитсадок «Сонечко». 24 лютого 2022 року село тимчасово окуповане російськими військами під час російсько-української війни.

## Населення
Згідно з переписом УРСР 1989 року чисельність наявного населення села становила 842 особи, з яких 401 чоловік та 441 жінка.
За переписом населення України 2001 року в селі мешкало 785 осіб.

### Мова
Розподіл населення за рідною мовою за даними перепису 2001 року:
| Мова       | Відсоток |
| ---------- | -------- |
| українська | 94,09 %  |
| російська  | 5,03 %   |
| румунська  | 0,25 %   |
| молдовська | 0,13 %   |
| циганська  | 0,13 %   |
| інші       | 0,37 %   |

## Постаті
Ковальчук Віктор Сергійович (1984—2011) — старший сержант Збройних сил України, учасник російсько-української війни.